# Broich (Dorpe)
Broich ist ein Wohnplatz in der Gemeinde Kürten im Rheinisch-Bergischen Kreis. Der Ort ist heute Teil des größeren Ortsteils Dorpe und nicht mehr als eigenständige Siedlung wahrnehmbar.

## Lage und Beschreibung
Broich liegt westlich vom Kirchdorf Dürscheid am südwestlichen Rand des Ortsteils Dorpe an der Stadtgrenze zu Bergisch Gladbach. Der Ort ist über die Straße Dicker Busch erreichbar, die von der Landesstraße 286 abzweigt. Er geht aus einer der zahlreichen Streusiedlungen hervor, die in diesem Bereich lagen und die sich teilweise im Laufe der Zeit zu einem fast geschlossenen Siedlungsbereich verdichteten. Andere Orte aus dem Bereich sind Spitze, Bölinghoven, Trotzenburg, Unterthal und das aufgelassene Bergwerk Grube Luther.
Broich verlor gegen Ende des 20. Jahrhunderts seine eigenständige Lage, als der Siedlungsbereich Dorpes an den Wohnplatz heranwuchs.

## Geschichte
Bei dem Ortsnamen handelt es sich um einen -bruch-Namen, bezeichnet also eine morastige, sumpfige Stelle. Gesichert in Erscheinung trat Broich mit dem Bau der Spitzer Kapelle, den Anstoß dazu gaben Bewohner der schon bestehenden Hofstellen Broich und Dorpe. Die Topographia Ducatus Montani des Erich Philipp Ploennies, Blatt Amt Porz, belegt, dass der Wohnplatz bereits 1715 eine Hofstelle besaß, die als Bruch beschriftet ist. Aus der Charte des Herzogthums Berg von 1789 des Carl Friedrich von Wiebeking geht hervor, dass der Ort zu dieser Zeit Teil der Honschaft Dürscheid im Obergericht Bensberg des bergischen Amtes Porz war.
Der Ort ist auf der Topographischen Aufnahme der Rheinlande von 1824 als Broche verzeichnet. Die Preußische Uraufnahme von 1845 zeigt den Wohnplatz unbeschriftet als Teil des Siedlungsbereichs von Dorpe. Ab der Preußischen Neuaufnahme von 1892 ist der Ort auf Messtischblättern regelmäßig als Broich verzeichnet.
Unter der französischen Verwaltung zwischen 1806 und 1813 wurde das Amt Porz aufgelöst und das Kirchspiel Dürscheid, zu dem auch Broich gehörte, wurde politisch der Mairie Bensberg im Arrondissement Mülheim am Rhein zugeordnet. 1816 wandelten die Preußen die Mairie zur Bürgermeisterei Bensberg im Kreis Mülheim am Rhein. Broich zählte 1845 neun Einwohner katholischen Glaubens.
Die Gemeinde- und Gutbezirksstatistik der Rheinprovinz führt Broich 1871 mit drei Wohnhäusern und 14 Einwohnern auf. In der Aufstellung des Königreichs Preußens für die Volkszählung 1885 wurde Broich bei Dürscheid aufgeführt als Wohnplatz der Landgemeinde Bensberg im Kreis Mülheim am Rhein. Zu dieser Zeit wurden drei Wohnhäuser mit 10 Einwohnern gezählt. 1895 besitzt der Ort ein Wohnhaus mit fünf Einwohnern und gehört zum katholischen Kirchspiel Dürscheid, 1905 werden ein Wohnhaus und vier Einwohner angegeben.
Aufgrund des Köln-Gesetzes wurde die Gemeinde Kürten mit Wirkung zum 1. Januar 1975 mit dem bis dahin selbstständigen Gemeinden Bechen und Olpe und Teilen der Stadt Bensberg zur Gemeinde Kürten zusammengeschlossen. Dabei wurde auch Broich Teil der Gemeinde Kürten.